# ア・ゴドズィン

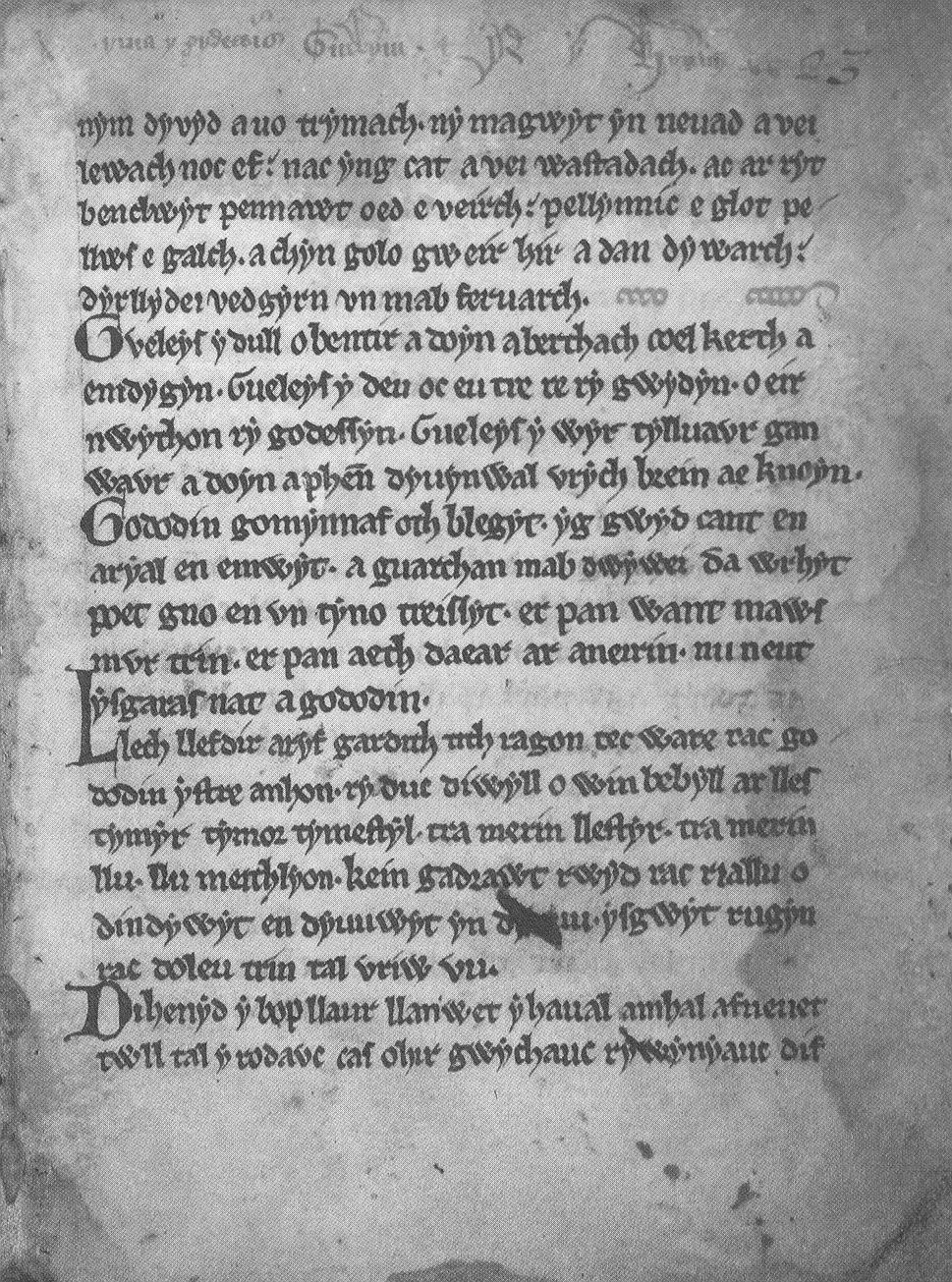
アネイリンの書

ア・ゴドズィン（ウェールズ語: Y Gododdin）は中世ウェールズの叙事詩である。いくつものエレジーによって構成され、ブリトン人のゴドズィン王国とその同盟国がカトラスの戦いでアングロ人の勢力に破れる様子を描いている。現在残されている唯一の写本は吟遊詩人アネイリンの作品の写本で、アネイリンの書として知られている。
アネイリンの書は13世紀後半に転写されたものであるが、『ア・ゴドズィン』そのものは7世紀から11世紀の作品である。テキストは中期ウェールズ語の正字法と古ウェールズ語が混在している。おそらく、カトラスの戦いの直後、オールド・ノースと呼ばれるスコットランド南部でブリトン語のカンブリア方言で書かれた可能性が高い。他には9世紀から11世紀のウェールズで書かれたという説もある。
ゴドズィン王国は現在のスコットランド南東部とノーサンバーランドを支配していた。『ア・ゴドズィン』の中で、300の戦士達が現在のエディンバラに集められ、宴会をも開いたのちにカトラス（現在のノース・ヨークシャーのカテリックと推測されている）を攻め、数日の戦いののちに全滅したことが記されている。本作は何度かのちの時代に改ざんや挿入された箇所があることがわかっている。一つの節ではアーサー王に関する記述があり、もしこれがのちの時代の改ざんでなければアーサー王に関する最古の記述であるとされている。

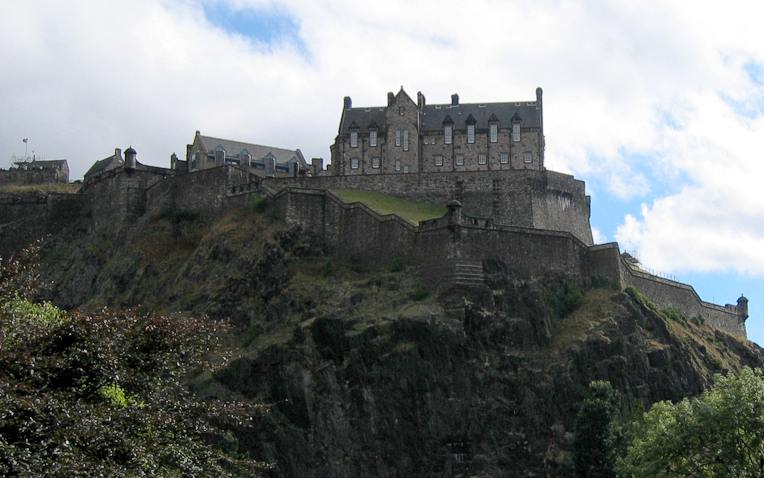
エディンバラ城、かつてここにはマナドッグ・ムンヴァイルの居城があり、挙兵前の戦士達の宴が開かれたという。

## 注記
1. ↑  Elliott (2005), p. 583.
2. ↑  Jackson (1969)—the work is titled The Gododdin: the oldest Scottish poem.